# 納爾奇蒂烏帕齊拉
納爾奇蒂乌帕齐拉是孟加拉国恰洛加蒂縣的一个乌帕齐拉，位於巴里薩爾专区的恰洛加蒂縣。。

## 人口
據1991年孟加拉國人口普查，納爾奇蒂共有戶數38,006戶，人口203563人。其中男性佔比50.02%，女性佔比49.98%；成年人口100,836人。該地7歲以上人口之平均識字率為47.1%。